# Língua paite
Paite é uma língua kuki-chin (zomá-chin)] falada pelo povo do mesmo nome. A língua exibe inteligibilidade mútua com as outras línguas da região, incluindo  Thadou,  Hmar,  Vaiphei,  Simte,  Kom,  Gangte e outras. O nome Paite significa literalmente 'Povo que vai' e pode ser traduzido como 'Caminhantes', 'Emigrantes' ou 'simplesmente as pessoas que foram'.

## Geografia
Paite é falado principalmente nos seguintes locais (Ethnologue).
- Manipur: C.Cpur Bazar(Lamka Bazar), vale de Khuga (Lamka phaizang), distrito Churachandpur
- Mizoram: 20 vias na subdivisão Champhai subdivision, Aizawl
- Tripura
- Assam
- Meghalaya
- Nagaland
- Chin , Myanmar

## Dialetos
Existem dois dialetos principais de Paite em Manipur: Lamjang e Dapjal.

## Alfabeto Paite (Paite laimal)
O alfabeto foi proposto por Shri T Vialphung em 1903 e foi extraído dos alfabeto romano, tendo 18 consoantes e 6 vogais. Das 18 fonemas consonantais em Paite, 11 são oclusivas glotais, 4 fricativas, 2 nasais e 1 lateral.
Esta versão do alfabeto Paite é chamada 'Paite Laimal'. Este alfabeto é usado desde 1903 até hoje.
| Letras | a | aw | b | ch | d | e | f | g | ng | h | i | j | k |
| Letras | l | m  | n | o  | p | r | s | t | u  | v | z |   |   |

| Consoantes | b | ch | d | f | g | ng | h | j | k | l | m | n | p | r | s | t | v | z |

| Vogais | a | aw | e | i | o | u |

Ditongos
| High-front-oriented | ei | ai | ui | oi |

| Decrescente | au | iu | eu | ou |

| Crescente | ia | ua |

'iai'(yai) e 'uau'(wao) são os Tritongos da língua.

## Números
| Paite              | Português       | Meitei      |
| ------------------ | --------------- | ----------- |
| Bial               | Zero            | Phun        |
| Khat               | Um              | Ama         |
| Nih                | Dois            | Ani         |
| Thum               | Três            | Ahum        |
| Li                 | Quatro          | Mari        |
| Nga                | Cinco           | Manga       |
| Guk                | Seis            | Taruk       |
| Sagih              | Sete            | Taret       |
| Giat               | Oito            | Nipal       |
| Kua                | Nove            | Mapal       |
| Sawm               | Dez             | Tara        |
| Sawmlehkhat        | Onze            | TaraMathoi  |
| Sawmlehkua         | Dezenove        | TaraMapal   |
| Sawmhni            | Vinte           | Khun        |
| Sawmthum           | Trinta          | KhumThra    |
| Sawmkua            | Noventa         | MariPhuTara |
| Za                 | Cem             | ChaAma      |
| Zanga              | Quinhentos      | ChaManga    |
| Saang(khat)        | Mil             | Lishing     |
| Siing(khat)        | Dez Mil         |             |
| Nuai(khat)         | Cem Mil/Um lakh |             |
| Maktaduai          | Milhão          |             |
| Vaibelsia          | Dez Milhões     |             |
| Vaibelsetak        | Bilhão          |             |
| Tuklehdingawn      | Trilhão         |             |
| Tuklehdingawn sawm | Dez Trilhões    |             |
| Tuklehdingawn za   | Cem Trilhões    |             |

## Gramática
A gramática de Paite é bastante complexa por causa da série de modificações de palavras e de uma estrutura de substantivos um pouco complexa.

### Ordem das palavras
A estrutura da ordem de palavras declarativas de Paite é Objeto – Sujeito – Verbo.
| Vasa pássaro | ka Eu | mù ver       | Vasa Ka mu Eu vejo um pássaro  |
| Sing lenha   | a ele | puá carregar | Sing a puá Ele carrega a lenha |

Mas, mesmo que a ordem das palavras e a gramática não sejam seguidas, frases e orações não perdem seu significado.
Exemplo: "Lai a gelh", que significa "Ele escreve", também pode ser escrito como "Gelh a Lai" sem perder o significado.
Os 5 tons proeminentes em Paite são crescendo (Tungkal) (á), crescendo-decaindo (Tungkal-niamkiak) ()), decaindo (Niamkiak) (à), decaindo-crescendo (Niamkiak-tungkal) (ã), e plano  (Pheipai) (ā). A quantidade de tons varia com as variações de região e de dialeto.

## Amostra de texto
Artigo 1º - Declaração Universal Direitos Humanos
| Paite pau | Português |
| --- | --- |
| Mi tengteng zalena piang ihi ua, zahomna leh dikna tanvou ah kibangvek ihi. Sia leh pha theihna pilna neia siam ihihziakun imihingpihte tungah unauna lungsim feltak iputngai ahi. | Todos os seres humanos nascem livres e iguais em dignidade e direitos. Eles são dotados de razão e consciência. Portanto, eles devem agir em relação um ao outro em um espírito de fraternidade |